# Tholera lolii
Tholera lolii là một loài bướm đêm trong họ Noctuidae.